# Bora Computer Gruppe
Die Bora Computer Gruppe ist ein deutsches Groß- und Einzelhandelsunternehmen für Computer und elektronische Datenverarbeitung mit Sitz in Düren.

## Geschichte
1998 gründet Bora Aktug-Bölck in Düren die Bora Computer GbR als Distributionsunternehmen mit Outlet. Später wurde mit Partnern daraus die Bora Aktug-Bölck Rene Hall Ralph Servos und Achim Heyne GbR.
Zum 1. September 2008 erfolgt die Gründung der Bora Computer GmbH & Co. KG. 2010 übernahm Bora die insolvente Litec Computervertrieb e.K. in München und firmierte diese zum 9. Dezember 2010 um in Schwanthaler Computer GmbH & Co. KG, München.
Zum 1. Januar 2013 übernahm Bora 13 Filialen der insolventen K&M Elektronik in die zu diesem Zweck neu gegründete K & M Computer GmbH & Co. KG mit Sitz in München, sowie den Onlineshop von Vobis als Franchisepartner.
Im Herbst 2015 übernahm das zur Bora-Gruppe gehörende Unternehmen K&M-Computer drei und zum 1. März 2016 weitere acht Filialen des insolventen Computerhändlers Atelco.

## Unternehmen
Das Unternehmen vertreibt Computer und elektronische Komponenten in 31 Filialen in Deutschland sowie über einen Onlineshop. Der Umsatz entfällt dabei zu 75 % auf Einzelhandel und zu 25 % auf den Großhandel.
Unternehmensstruktur:
- Bora Aktug-Bölck Rene Hall Ralph Servos und Achim Heyne GbR, Düren  (kurz Bora Computer GbR)
  - Bora Verwaltungs GmbH, Aachen
    - Bora Computer GmbH & Co. KG, Aachen
    - Schwanthaler Computer GmbH & Co. KG, München
    - K & M Computer GmbH & Co. KG, München

  - Bora Computer GmbH, Leverkusen
  - K & M Computer GmbH, Köln